# (74006) 1998 FP71
(74006) 1998 FP71 – planetoida z pasa głównego asteroid okrążająca Słońce w ciągu 5,58 lat w średniej odległości 3,14 j.a. Odkryta 20 marca 1998 roku.